# Bertrand Roiné
Bertrand Roiné (Sainte-Gemmes-d’Andigné, 1981. február 17. –) francia származású francia majd katari válogatott kézilabdázó, jobbátlövő. A francia válogatott tagjaként világbajnok volt a 2011-es, svédországi tornán, majd 2012 augusztusában úgy döntött, hogy a továbbiakban Katar színeit képviseli a nemzetközi tornákon. A közel-keleti ország válogatottjában 2013-ban mutatkozott be, tagja volt a 2015-ben világbajnoki ezüstérmes csapatnak és szerepelt a 2016-os olimpián és a Franciaországban rendezett 2017-es világbajnokságon is.

## Pályafutása

### Klubcsapatokban
Roiné 1987-től 1998-ig a Noyant la Gravoyère ifjúsági csapatának tagja volt, ott sajátította el a sportág alapjait. 1998 és 2006 között az Angers 
színeiben kézilabdázott, majd két évig a Dunkerque együttesében szerepelt. 2006-ban szerződtette a francia élvonalban szereplő Chambéry. A Chambery és a Dunkerque színeiben pályára lépett a nemzetközi kupákban, az EHF-kupában és a Bajnokok Ligájában egyaránt játszott. 2012-ben döntött úgy, hogy a francia színek helyett pályafutása további részében a katariakat fogja képviselni, így a közel-keleti ország bajnokságában szereplő, dohai Lekhwiya csapatához igazolt. Két idényt játszott ott, 2014-től az Al-Ahli kézilabdázója.
A francia élvonalban csapataival 2008-ban, 2009-ben, 2010-ben, 2011-ben és 2012-ben is ezüstérmes lett, csakúgy mint a Chambéry-vel a Francia Ligakupában és Szuperkupában 2010-ben és 2011-ben. A Lekhwiyával 2013-ban katari bajnokságot nyert.

### A válogatottban
A francia válogatottban 2005-ben mutatkozott be, első felnőtt tornája a nemzeti csapattal a 2010-es Európa-bajnokság volt. Egy évvel később tagja volt a Svédországban világbajnoki címet szerző válogatottnak is. Később elfogadta a katari állampolgárságot és 2013-tól az ország válogatottjának tagja lett. 2014-ben szerepelt az Ázsia-játékokon, ahol csapatával aranyérmet nyert. A 2015-ös, katari rendezésű világbajnokságon ezüstérmes lett a közel-keletiekkel, ahol a védelem fontos tagja volt és szerzett emellett a tornán 16 gólt is. Szerepelt a 2016-os riói olimpián, ahol a katariak a nyolcadik helyen zártak, valamint a 2017-es franciaországi és a 2019-es világbajnokságon is. Előbbi tornán a nyolcadik, utóbbin pedig a tizenharmadik helyezést érték el. A katari válogatottal az Ázsia-bajnokságokon háromszor szerepelt, és 2014-ben, 2016-ban és 2018-ban is aranyérmet nyert.

## Sikerei, díjai
Klubcsapatokkal
- Francia bajnokság, 2. hely : 2007-2008, 2008-2009, 2009-2010, 2010-2011, 2011-2012
- Ligakupa-döntős: 2010-2011
- Francia Szuperkupa-döntős: 2010, 2011
- Francia Kupa-döntős: 2008-2009, 2010-2011

Franciaország
- Világbajnok: 2011

Katar
- Az Ázsia-bajnokság győztese: 2014
- Ázsia-játékok-győztes: 2014
- Világbajnoki ezüstérmes: 2015
- Az Ázsia-bajnokság győztese: 2016
- Olimpiai 8. helyezett: 2016
- Világbajnoki 8. helyezett: 2017
- Az Ázsia-bajnokság győztese: 2018

## Személyes
A Maine-et-Loire megyében található Segré városában róla nevezték el a település sportcsarnokát.